# Raymond Basset
Raymond Basset (nascido em 1883 - data da morte desconhecida) foi um competidor de cabo de guerra francês. Ele competiu nos Jogos Olímpicos de Verão de 1900, tendo conquistado a medalha de prata na competição de cabo de guerra como membro da equipe francesa.